# Paramenthus shulovi
Paramenthus shulovi es una especie de arácnido del orden Pseudoscorpionida de la familia Menthidae, la única especie del género Paramenthus.

## Distribución geográfica
Se encuentra en Israel.